# وست نایاک (نیویورک)
وست نایاک (به انگلیسی: West Nyack) یک منطقهٔ مسکونی در ایالات متحده آمریکا است که در شهرستان راکلند، نیویورک واقع شده‌است. وست نایاک ۷٫۵ کیلومتر مربع مساحت و ۳٬۴۳۹ نفر جمعیت دارد و ۲۴ متر بالاتر از سطح دریا واقع شده‌است.